# Metriopelma coloratum
Metriopelma coloratum é uma espécie de aranha pertencente à família Theraphosidae.